# Веснянська сільська рада (Корецький район)
Весня́нська сільська́ ра́да — орган місцевого самоврядування в Корецькому районі Рівненської області. Адміністративний центр — село Весняне.

## Загальні відомості
- Веснянська сільська рада утворена в 1946 році.
- Територія ради: 19,857 км²
- Населення ради: 837 особи (станом на 2017 рік)
- Територією ради протікає річка Корчик.

## Населені пункти
Сільській раді підпорядковані населені пункти:
- с. Весняне

## Склад ради
Рада складається з 12 депутатів та голови.
- Голова ради: Федькевич Михайло Михайлович
- Секретар ради: Глюза Світлана Володимирівна

### Керівний склад VII скликання
| Прізвище, ім'я, по батькові  | Основні відомості                                                 | Дата обрання | Дата звільнення |
| ---------------------------- | ----------------------------------------------------------------- | ------------ | --------------- |
| Федькевич Михайло Михайлович | Сільський голова, 1982 року народження, освіта вища, безпартійний | 25.10.2015   | -               |

Примітка: таблиця складена за даними сайту Верховної Ради України

## Населення
Згідно з переписом УРСР 1989 року чисельність наявного населення сільської ради становила 1704 особи, з яких 800 чоловіків та 904 жінки.
За переписом населення України 2001 року в сільській раді мешкали 894 особи.

### Мова
Розподіл населення за рідною мовою за даними перепису 2001 року:
| Мова       | Відсоток |
| ---------- | -------- |
| українська | 99,33 %  |
| російська  | 0,56 %   |
| білоруська | 0,11 %   |